# AS Roma 1934/1935
Sezon 1934/1935 klubu AS Roma.

## Sezon

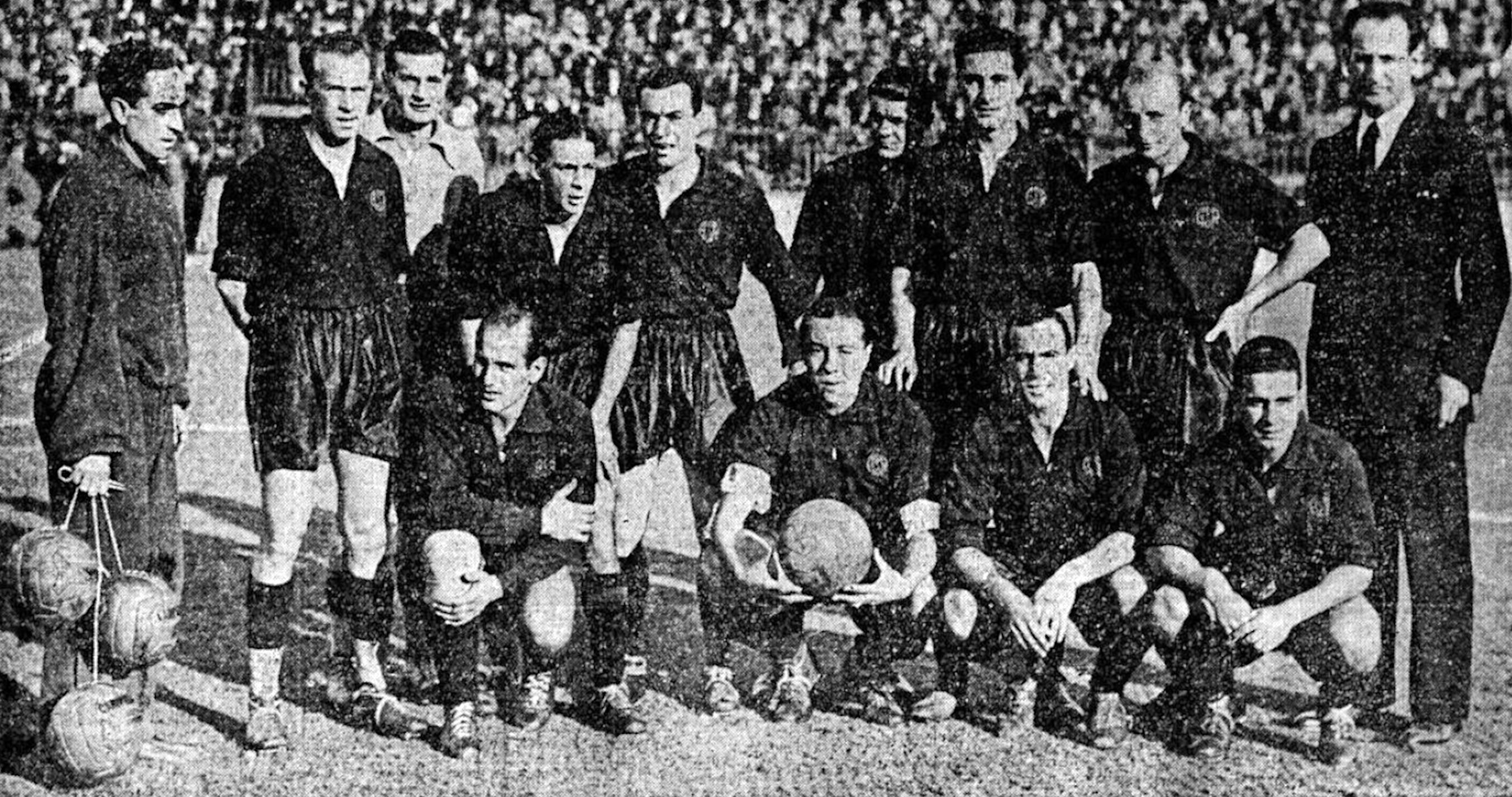
AS Roma 1934/1935

Przed sezonem 1934/1935 doszło do pierwszej napiętej sytuacji pomiędzy Romą a S.S. Lazio. Kapitan „giallorossich” Attilio Ferraris odszedł do rywala, a „tifosi” podenerwowani sytuacją wymusili dymisję prezesa klubu Renato Sacerdotiego. Jego miejsce zajął Vittorio Scialoja, jeden z założycieli klubu. Enrico Guaita zdobył 28 goli w 29 spotkaniach stając się drugim królem strzelców w barwach Romy. Wcześniej przyjął włoskie obywatelstwo i wystąpił w mistrzostwach świata 1934, z których przywiózł złoty medal. Doszło też do kłótni pomiędzy Fulvio Bernardinim a Andrésem Stagnaro o pozycję na boisku. W lidze Roma zajęła 4. miejsce, a z Pucharu Europy Centralnej odpadła po pierwszej rundzie (3:0 i 0:8 z Ferencvárosi TC).

## Rozgrywki
- Campionato Italiano: 4. pozycja
- Puchar Europy Centralnej: 1/8 finału

## Skład i ustawienie zespołu
| W SEZONIE 1934/1935         |                   |                |       |      |
| Imię i nazwisko             | Kraj              | Data urodzenia | Mecze | Gole |
| Trener                      |                   |                |       |      |
| Luigi Barbesino             | Włochy            | 30.05.1894     |       |      |
| Bramkarze                   |                   |                |       |      |
| Guido Masetti               | Włochy            | 22.11.1907     | 33    | 0    |
| Giovanni Zucca              | Włochy            | 11.12.1907     | 1     | 0    |
| Obrońcy                     |                   |                |       |      |
| Roberto Allemandi           | Argentyna         | 01.08.1912     | 5     | 0    |
| Renato Bodini               | Włochy            | 01.10.1909     | 24    | 1    |
| Giorgio Carpi               | Włochy            | 01.11.1909     | 10    | 0    |
| Nazzareno Celestini         | Włochy            | 14.04.1914     | 1     | 0    |
| Andrea Gadaldi              | Włochy            | 25.08.1907     | 30    | 0    |
| Pomocnicy                   |                   |                |       |      |
| Fulvio Bernardini           | Włochy            | 28.12.1905     | 27    | 3    |
| Evaristo Frisoni            | Włochy            | 01.10.1907     | 27    | 3    |
| Antonio Fusco               | Włochy            | 06.01.1916     | 25    | 3    |
| Balila Lombardi             | Włochy            | 01.04.1916     | 5     | 0    |
| Paolo Patrucchi             | Włochy            | 22.09.1908     | 2     | 0    |
| Franco Scaramelli           | Włochy            | 08.09.1911     | 30    | 6    |
| Alejandro Scopelli Casanova | Włochy/ Argentyna | 12.05.1908     | 29    | 11   |
| Andrés Stagnaro             | Włochy/ Argentyna | 19.11.1907     | 1     | 0    |
| Ernesto Tomasi              | Włochy            | 30.12.1906     | 30    | 4    |
| Napastnicy                  |                   |                |       |      |
| Raffaele Costantino         | Włochy            | 21.12.1903     | 29    | 4    |
| Fernando Eusebio            | Włochy            | 13.08.1910     | 5     | 0    |
| Enrique Guaita              | Włochy/ Argentyna | 15.07.1910     | 29    | 28   |
| Mario Marchegiani           | Włochy            | ?              | 1     | 0    |